# Michel Ange Bernard de Mangourit
Michel Ange Bernard de Mangourit du Champ-Duguet (* 21. August 1752 in Rennes; † 17. Februar 1829 in Paris), auch kurz Michel Ange Mangourit, war ein französischer diplomatischer Agent, Botschafter in den Vereinigten Staaten von Amerika von 1796 bis 1800, Publizist und Schriftsteller.

## Leben
Er war der Sohn von Bernard de Mangourit und Marguerite-Angélique Cairgnon de La Touche.
Mangourit war zuerst Offizier, dann ab 1777 Kriminalrichter (lieutenant criminel) beim Oberlandesgericht in Rennes. Er war auch Freimaurer (Mitbegründer der Loge „L’Égalité“ in Rennes) und Anhänger der Aufklärung. 1777 war er Strafrichter. Er heiratete am 25. August 1777 Louise de La Bidard Morini (sie starb am 26. Juni 1807 in Paris). Im Jahr 1787 war er Beauftragter der Provinzialversammlung. 1798 ging er nach Paris und redigierte und verbreitete in der Bretagne das Journal Le Héraut de la Nation. In dem Jahr wurde er von dem Direktorium zum Resident der französischen Republik im Wallis ernannt. Er war bei der Erstürmung der Bastille zugegen.
Im Jahre 1792 wurde er zum französischen Generalkonsul in Charleston, South Carolina, North Carolina und Georgia ernannt. Er befasste sich nach der Haitianischen Revolution mit Flüchtlingen aus der vormaligen französischen Kolonie Saint-Domingue. Er war maßgeblich an der Einrichtung der Französisch-patriotischen Gesellschaft und dem Beginn der politischen Parteien beteiligt. Mangourit arbeitete mit Edmond-Charles Genêt als Botschafter in Charleston. Er pflegte Beziehungen zum amerikanischen General William Moultrie (1731–1805). Er ging nach Savannah, wo er Claudius Bert de Majann, einem Veteranen von Pulaskis Legion, begegnete. Am 13. März 1794 wohnte er der Zerstörung der Statue von William Pitt, Sr. bei.
Mangourit war in der Regierung des Nationalkonvents vom 3. November 1794 bis 21. November 1794 Minister für Auswärtige Angelegenheiten. Von Februar bis August 1796 war er Legationssekretär bei der fränkischen Gesandtschaft in Madrid und wurde noch im gleichen Jahr zum Botschafter in den Vereinigten Staaten ernannt.
Die Allgemeine Zeitung in München vermeldete am 22. Juni 1798: „Zum Gesandtschafts-Secretair und Geschäfts-Träger in Neapel ist Mangourit, bisheriger Resident in Wallis, ernannt.“
Er arbeitete 1801 mit General Jean-Charles Monnier (1758–1816) in Ancona und wurde für geheime Missionen eingesetzt. Die Jenaische allgemeine Literatur-Zeitung schreibt 1805:
Hr. Mangourit ist durch seine Geschichte der Vertheidigung von Ancona und insonderheit durch die daraus in deutschen Journalen gelieferten Auszüge auch in Deutschland als ein Schriftsteller bekannt, der durch Wärme der Empfindung und Lebhaftigkeit des Stils das Interesse der Leser zu erregen weiß.
1803 folgte Mangourit den französischen Truppen ins Kurfürstentum Hannover, um seiner Regierung über die Verhältnisse Bericht zu erstatten. Er ließ sich unter anderem vom Kommerzrat Christian Ludwig Albrecht Patje und dem Geheimen Kanzleisekretär Ernst Brandes beraten und verfasste am Ende ein dickes Buch über seine Kundschaftsreise nach Hannover. 1803 wurde er auch zum korrespondierenden Mitglied der Göttinger Akademie der Wissenschaften gewählt.
Michel Ange Mangourit war ein glühender Apostel der Freimaurerei und Gründer der Gesellschaft von Antiquaren von Frankreich.

## Werke
- Défense d’Ancone, C. Pougens, Paris an 10 (1802)[17]
- Voyage en Hanovre, fait dans les Années 1803 et 1804, 1805
  - Travels in Hanover, during the years 1803 and 1804, R. Phillips, London 1806